# Carolin Dej
Carolin Dej (* 5. Januar 1989 in Unna) ist eine deutsche Fußballspielerin.

## Karriere

### Vereine
Dej begann in ihrer Jugendzeit bei BV Westfalia Wickede mit dem Fußball. Über den SpVg Berghofen, die SG Massen und den Hombrucher SV wechselte sie schließlich im Sommer 2006 zur SG Wattenscheid 09 in die 2. Bundesliga-Nordstaffel. Gemeinsam mit der Frauschaft gelang ihr als Meister der Aufstieg in die 1. Bundesliga, wo sie am 18. August 2007 im Heimspiel gegen den VfL Wolfsburg ihr Debüt feierte und insgesamt 16 Spiele absolvierte.
Zur Saison 2008/09 wechselte sie zur SG Lütgendortmund, verließ diese jedoch nach einem Jahr und unterschrieb zur Saison 2009/10 einen Zweijahresvertrag mit Bayer 04 Leverkusen. Mit Leverkusen wurde Dej im selben Jahr Meister der 2. Bundesliga Süd und stieg in die Bundesliga auf. Am 5. September 2010 erzielte die Mittelfeldspielerin beim 3:2-Erfolg gegen den VfL Wolfsburg ihr erstes Bundesligator. Mit dem Saisonende 2012/13 verließ sie Leverkusen und schloss sich dem Zweitligisten 1. FC Köln an. Diesen verließ Dej nach nur einer Saison und wechselte zur zweiten Frauschaft von Bayer Leverkusen. Abermals nur eine Saison später kehrte sie wieder in die zweite Kölner Frauschaft zurück.
Nachdem 2017 die SpVg Berghofen der Aufstieg in die drittklassige Regionalliga West gelungen war, wechselte Dej für zwei Jahre zu diesem Verein, bevor sie zur Saison 2020/21 zum Club ihrer Jugendzeit, zum VfL Bochum wechselte. Seit 2022 spielt sie für den SC West Köln in der Mittelrheinliga.

### Nationalmannschaft
Dej bestritt für die Jugendnationalmannschaften des DFB im Zeitraum von 2004 bis 2006 insgesamt 15 Länderspiele. Zuletzt bestritt sie im Jahr 2017 vier Länderspiele für die U19-Nationalmannschaft.

## Sonstiges
Carolin Dej lebte mit ihrer ehemaligen Mitspielerin Lynn Mester in einer Wohngemeinschaft in Leverkusen und absolvierte eine Ausbildung zur Bürokauffrau. 2013 zog sie nach Köln, wo sie ab 2016 Medienwirtschaft an der Rheinischen Hochschule Köln studierte.

## Erfolge
SG Wattenscheid 09
- Meister 2. Bundesliga Nord 2007 und Aufstieg in die Bundesliga

Bayer 04 Leverkusen
- Meister 2. Bundesliga Süd 2010 und Aufstieg in die Bundesliga

1. FC Köln
- Zweiter Meisterschaft 2. Bundesliga Süd 2017 und Aufstieg in die Bundesliga
- Viertelfinalist DFB-Pokal 2014, 2015

SpVg Berghofen
- Dritter Regionalliga West 2020